# Торрака
Торрака (итал. Torraca) — коммуна в Италии, располагается в регионе Кампания, в провинции Салерно.
Население составляет 1262 человека (2008 г.), плотность населения составляет 84 чел./км². Занимает площадь 15 км². Почтовый индекс — 84030. Телефонный код — 0973.
Покровителем коммуны почитается святой апостол Пётр, празднование 29 июня.

## Демография
Динамика населения:

## Администрация коммуны
- Официальный сайт: http://www.comune.torraca.sa.it/